# RossoLive
RossoLive è il primo album dal vivo della cantautrice romana Noemi, pubblicato il 18 settembre 2012 dalla Sony Music.

## Descrizione
Contiene su due CD la registrazione del concerto tenuto dall'artista 1º agosto 2012 presso l'Auditorium Parco della Musica di Roma, tappa del RossoNoemi Tour. Contiene anche quattro inediti registrati in studio: Se non è amore e Buongiorno alla vita (realizzati ai Fantasy Records di Berkeley) e Tra vento e aria e Il cielo toccherò (incisi ai Trafalgar Studios di Roma), gli ultimi due presenti anche nella colonna sonora del film d'animazione Ribelle - The Brave.
Tra i brani eseguiti dal vivo sono anche alcune cover: La cura di Franco Battiato, Quello che dei 99 Posse, Valerie dei The Zutons, Altrove di Morgan e Damn Your Eyes di Etta James.
La copertina è stata resa nota dalla cantante, tramite twitter, in anteprima il 30 agosto 2012. All'album sono allegati il booklet e due contenuti video quali le esibizioni dal vivo di Briciole e Vuoto a perdere.

## Tracce
CD 1
1. Se non è amore (in studio) – 3:33 (Fabrizio Moro)
2. Buongiorno alla vita (in studio) – 2:53 (Fabrizio Moro)
3. Poi inventi il modo – 3:50 (Federico Zampaglione)
4. Up – 4:06 (testo: Noemi, Kaballà – musica: Lele Fontana, Noemi, Corrado Rustici)
5. Fortunatamente – 4:12 (Noemi, Luca Chiaravalli)
6. Non so amare di più – 4:25 (testo: Diego Calvetti, Marco Ciappelli – musica: Sergio Vinci, Diego Calvetti)
7. Briciole – 4:53 (testo: Diego Calvetti, Marco Ciappelli – musica: Francesco Sighieri)
8. Musa – 4:03 (testo: Diego Mancino, Noemi – musica: Diego Mancino)
9. Odio tutti i cantanti – 5:13 (Diego Mancino, Matteo Buzzanca)
10. Sono solo parole – 4:14 (Fabrizio Moro)
11. La cura – 4:51 (testo: Franco Battiato, Manlio Sgalambro – musica: Franco Battiato)
12. L'amore si odia – 3:54 (testo: Diego Calvetti, Marco Ciappelli – musica: Diego Calvetti)
13. Tutto questo scorre – 3:51 (Hot Gossip)

CD 2
1. Il cielo toccherò (in studio) – 2:30 (testo: Alex Mandel, Mark Andrews – adattamento: Lorena Brancucci – musica: Alex Mandel)
2. Tra vento e aria (in studio) – 2:40 (testo: Alex Mandel – adattamento: Lorena Brancucci – musica: Alex Mandel)
3. Quello che – 5:10 (99 Posse)
4. Valerie – 3:41 (The Zutons)
5. Le luci dell'alba – 4:26 (testo: Noemi, Pacifico – musica: Lele Fontana)
6. Dipendenza fisica – 3:55 (testo: Kaballà – musica: Corrado Rustici)
7. Per tutta la vita – 3:55 (testo: Diego Calvetti, Marco Ciappelli – musica: Diego Calvetti)
8. In un giorno qualunque – 4:56 (Marco Ciappelli, Alessandra Flora)
9. Vuoto a perdere – 5:54 (testo: Vasco Rossi – musica: Gaetano Curreri)
10. Altrove – 13:48 (Morgan)
11. Sospesa – 4:24 (Noemi)
12. Damn Your Eyes – 6:26 (Barbara Wyrick, Steve Bogard)
13. Sono solo parole (bis) – 6:01 (Fabrizio Moro)
14. Noemi e Fiorella Mannoia – L'amore si odia – 4:57 (testo: Diego Calvetti, Marco Ciappelli – musica: Diego Calvetti)

Contenuti video
1. Briciole (video live) – 4:53 (testo: Diego Calvetti, Marco Ciappelli – musica: Francesco Sighieri)
2. Vuoto a perdere (video live) – 5:52 (testo: Vasco Rossi – musica: Gaetano Curreri)

## Formazione
Brani dal vivo
- Noemi – voce, pianoforte, chitarra
- Lele Fontana – tastiera, pianoforte, organo Hammond, sintetizzatore, cori
- Gabriele Greco – basso, contrabbasso
- Giacomo Castellano – chitarra
- Bernardo Baglioni – chitarra, cori
- Marcello Surace – batteria, cajón

Se non è amore e Buongiorno alla vita
- Corrado Rustici – tastiera, chitarra, beat, programmazione, produzione, arrangiamento
- Michael Urbano – batteria
- Polo Jones – basso
- Frank Martin – pianoforte, organo Hammond
- Jason Carmer – missaggio

## Successo commerciale
L'album vende oltre 25 000 copie. RossoLive debutta all'undicesima posizione della Classifica FIMI Album, mantenendo la top 15 per circa un mese. Altalena poi nei mesi successivi tra top30 e top40. Esce poi dalla top50, scendendo gradualmente in classifica. Fra alti e bassi rimane nella top 100 della classifica per svariate settimane; lasciando la classifica l'anno seguente, nel 2013. L'ultima posizione occupata dall'album è stata la 69ª.

## Classifiche
| Classifica (2012) | Posizione massima |
| ----------------- | ----------------- |
| Italia            | 11                |